# Imre Festetics

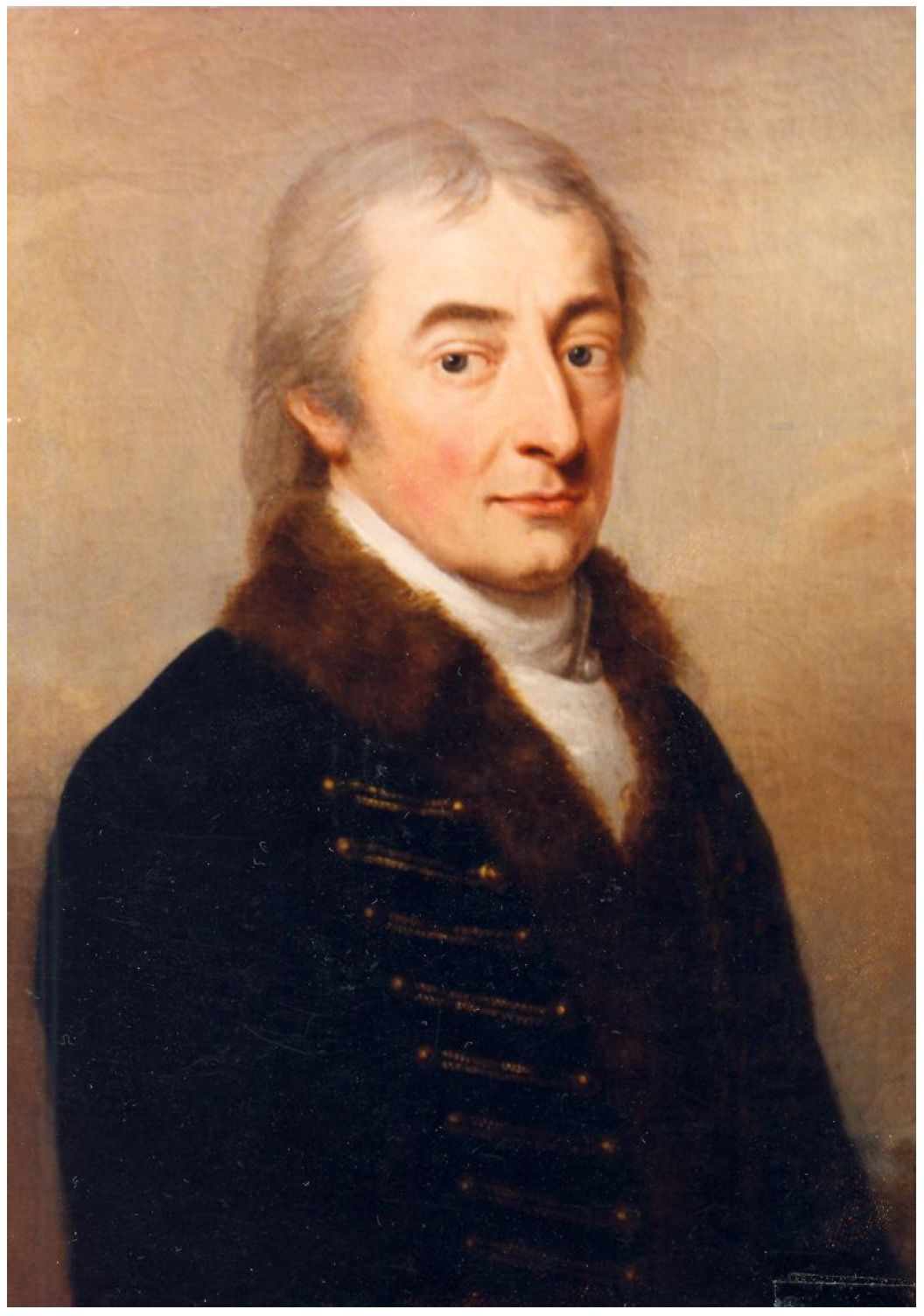
Imre Festetics auf einem Gemälde von August Friedrich Oelenhainz (ca. 1800)

Imre Graf Festetics von Tolna (* 2. Dezember 1764 in Simaság; † 1. April 1847 in Kőszeg) war ein ungarischer Großgrundbesitzer und Genetiker.

## Wissenschaftliche Arbeiten
Viele der zentralen Prinzipien der Genetik wurden von Imre Festetics anhand wissenschaftlicher Beobachtungen in der Schafzucht formuliert. Festetics formulierte eine Reihe von Vererbungsregeln  und war der Erste, der diese als Die genetischen Gesetze der Natur bezeichnete. Er verwendete den Ausdruck genetisch  80 Jahre vor William Bateson, der diesen Ausdruck in seinem privaten Brief an Adam Sedgwick einführte. Festetics schuf diesen neuen Begriff, um seine Gesetze der Vererbung oder genetischen Gesetze klar von den physiologischen Gesetzen von Joseph Michael von Ehrenfels zu unterscheiden.

### Die genetischen Gesetze der Natur
1. Gesunde Pflanzen und robuste Tiere können ihre spezifischen charakteristischen Eigenschaften ererben und selbst weitervererben.
2. Eigenschaften der Großeltern, die unterschiedlich von der Elterngeneration sind, können in späteren Generationen wiederauftauchen.
3. Tiere mit wünschenswerten Eigenschaften, die über mehrere Generationen vererbt wurden, können manchmal Nachwuchs mit unterschiedlichen Eigenschaften haben. Solche Nachkommen sind Varianten oder Launen der Natur und für eine weitere Vermehrung ungeeignet, wenn das Ziel die Vererbung bestimmter Merkmale ist.
4. Voraussetzung für eine erfolgreiche Anwendung der Inzucht ist eine gewissenhafte Auswahl der Nutztiere.

In diesen Genetischen Gesetzen erkannte Festetics als Erster empirisch die Trennung der Charakteristika in der zweiten Hybridgeneration. Er verband auch Vererbung mit Gesundheit und Kraft, unabhängig von äußeren Faktoren, und betonte die Rolle der Inzucht (kombiniert mit starker Selektion) bei der Stabilisierung der Charakteristikavererbung zur Erhaltung oder Entwicklung neuer Rassen. Um das Konzept zu veranschaulichen, verwendete er Schaf-, Hühner-, Rinder- und Pferderassen als Beispiele, obwohl er es auch auf die menschliche Spezies anwendete, indem er Populationen isolierter ungarischer Dörfer betrachtete, in denen er degenerative geistige und körperliche Merkmale beobachtet hatte. Die Beobachtungen von Festetics hoben wichtige Korrelationen zwischen Variabilität, Anpassung und Entwicklung hervor. Er bemerkte auch die Folgen der Selektion und ihre Rolle bei der Vererbung, da er glaubte, dass Variabilität und seine postulierten Gesetze der Genetik miteinander verbunden seien und sowohl in der Zucht als auch in den natürlichen Prozessen, die Populationen verschiedener Tiere, einschließlich Menschen, kontrollieren, zusammenwirken.
Festetics wurde jedoch letztendlich durch die komplexe Natur seiner Studienmerkmale behindert, Aspekte der Wollqualität, von denen wir heute wissen, dass sie polygen sind.
Als Gregor Mendel seine Aufmerksamkeit der Vererbung bei Erbsen zuwandte, war er nur der Letzte in einer Reihe von mährischen Forschern und Landwirten, die über Vererbung nachgedacht hatten, und viele der Prinzipien waren bereits von Festetics skizziert worden.